# Kosmaczek ciepłolubny
Kosmaczek ciepłolubny, jastrzębiec ciepłolubny (Pilosella calodon (Tausch ex Peter) Soják) – gatunek roślin z rodziny astrowatych. Występuje w Europie od Francji po Rosję oraz od Niemiec i krajów bałtyckich na północy po Grecję, Turcję i Kaukaz na południu. W Polsce jest bardzo rzadki; rośnie tylko na kilku stanowiskach nad dolną Wisłą.

## Biologia i ekologia
Bylina, hemikryptofit.

## Zagrożenia i ochrona
Gatunek umieszczony na Czerwonej liście roślin i grzybów Polski w kategorii zagrożenia E (wymierający - krytycznie zagrożony).

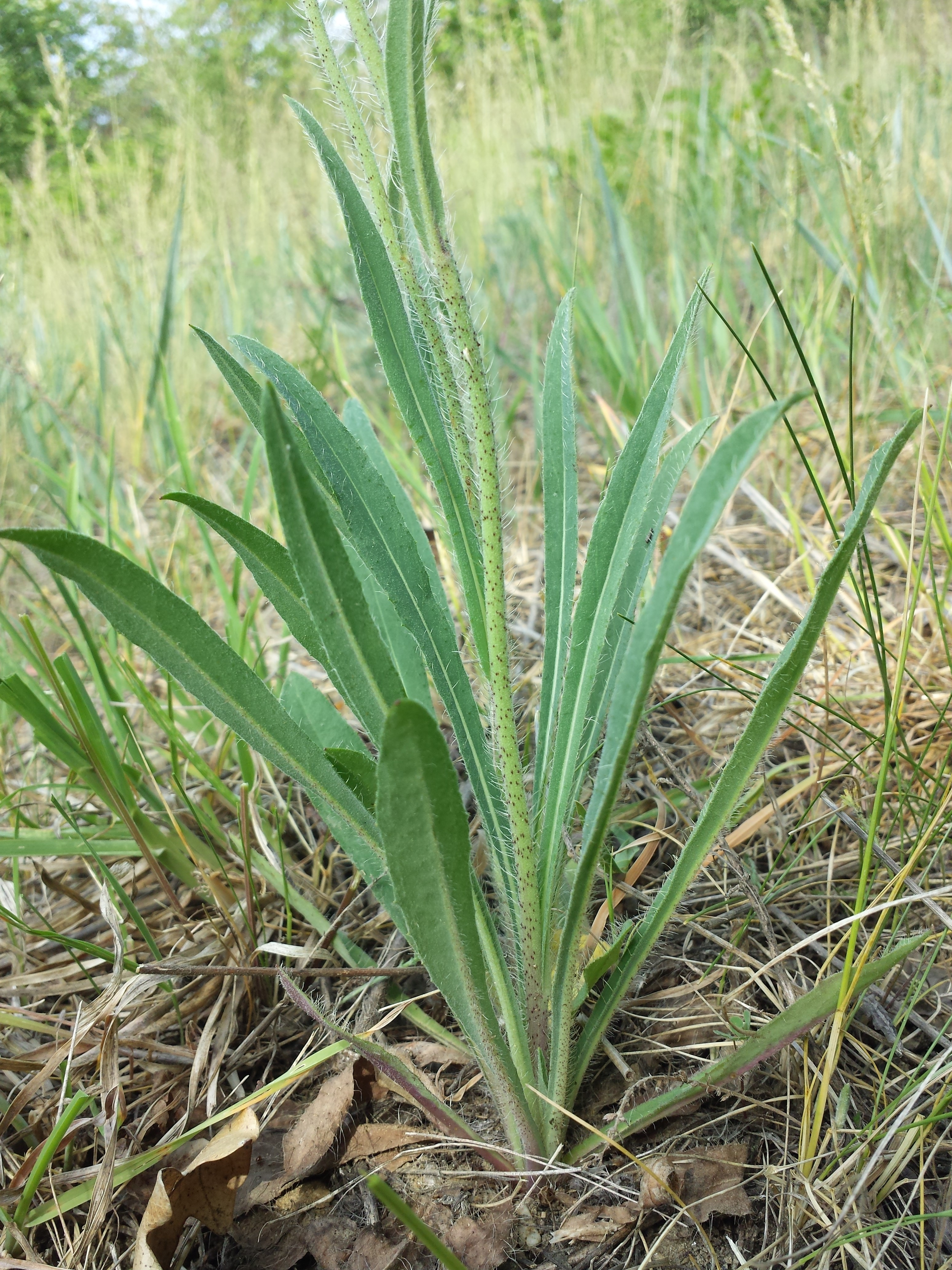
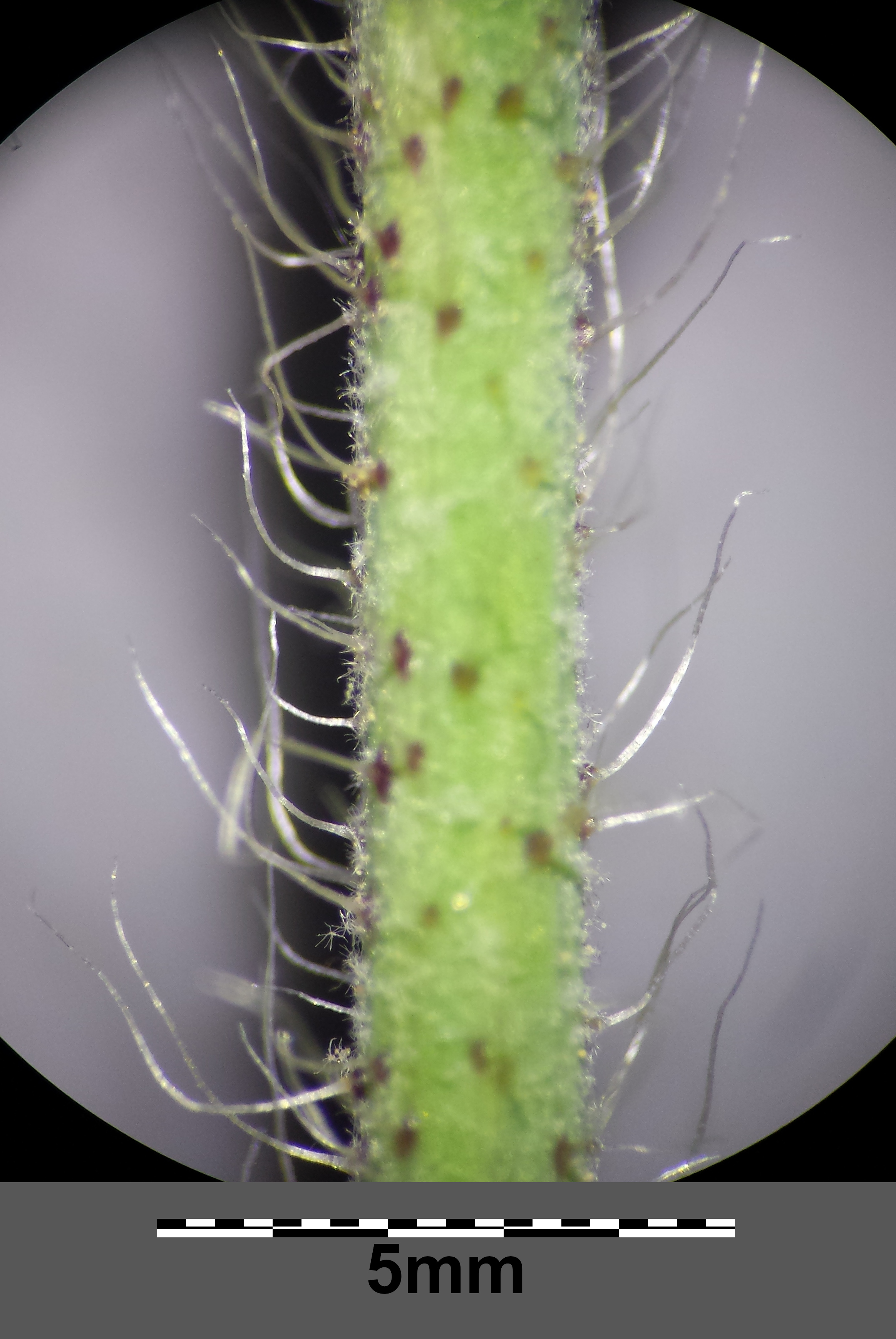
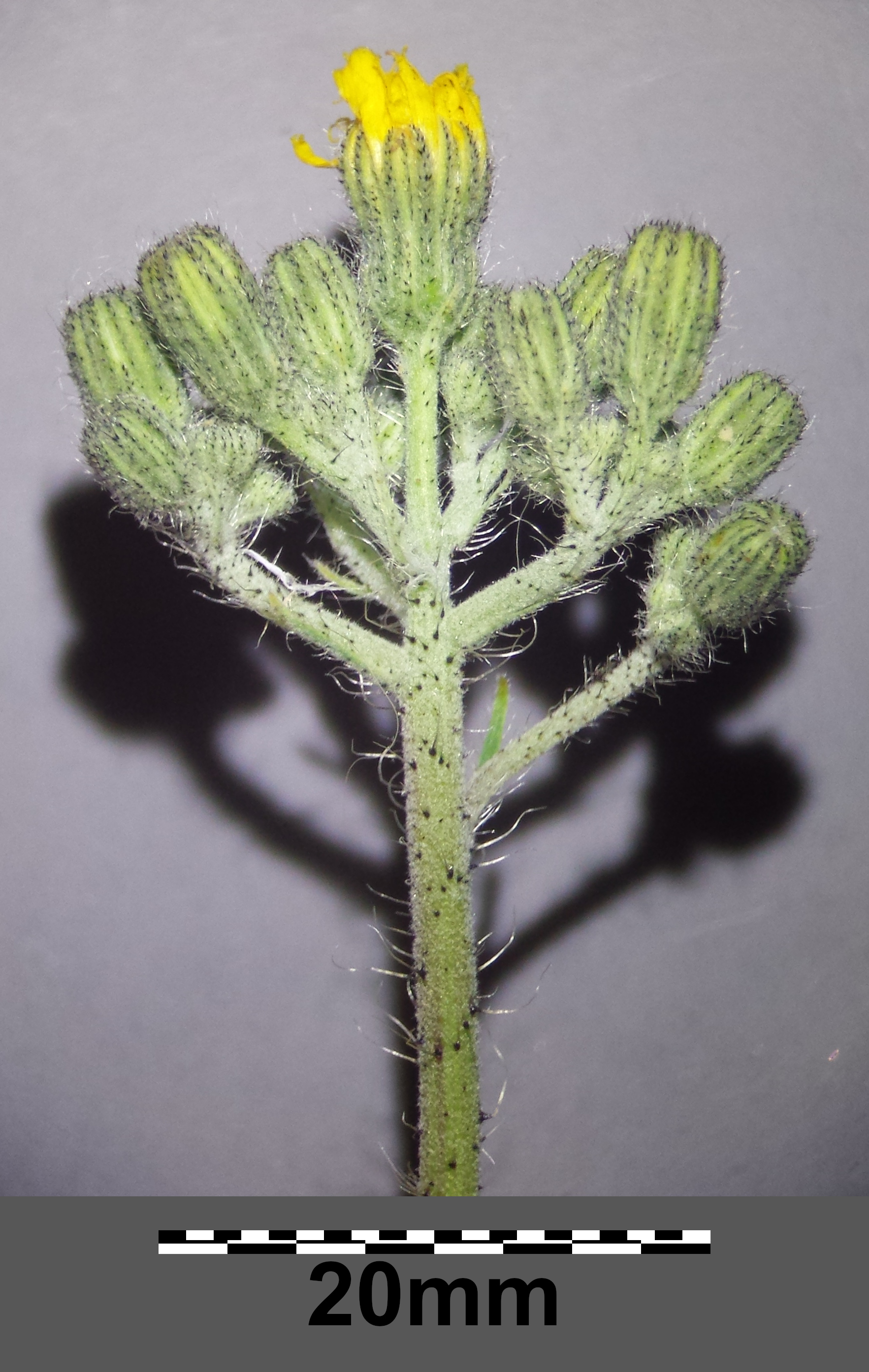
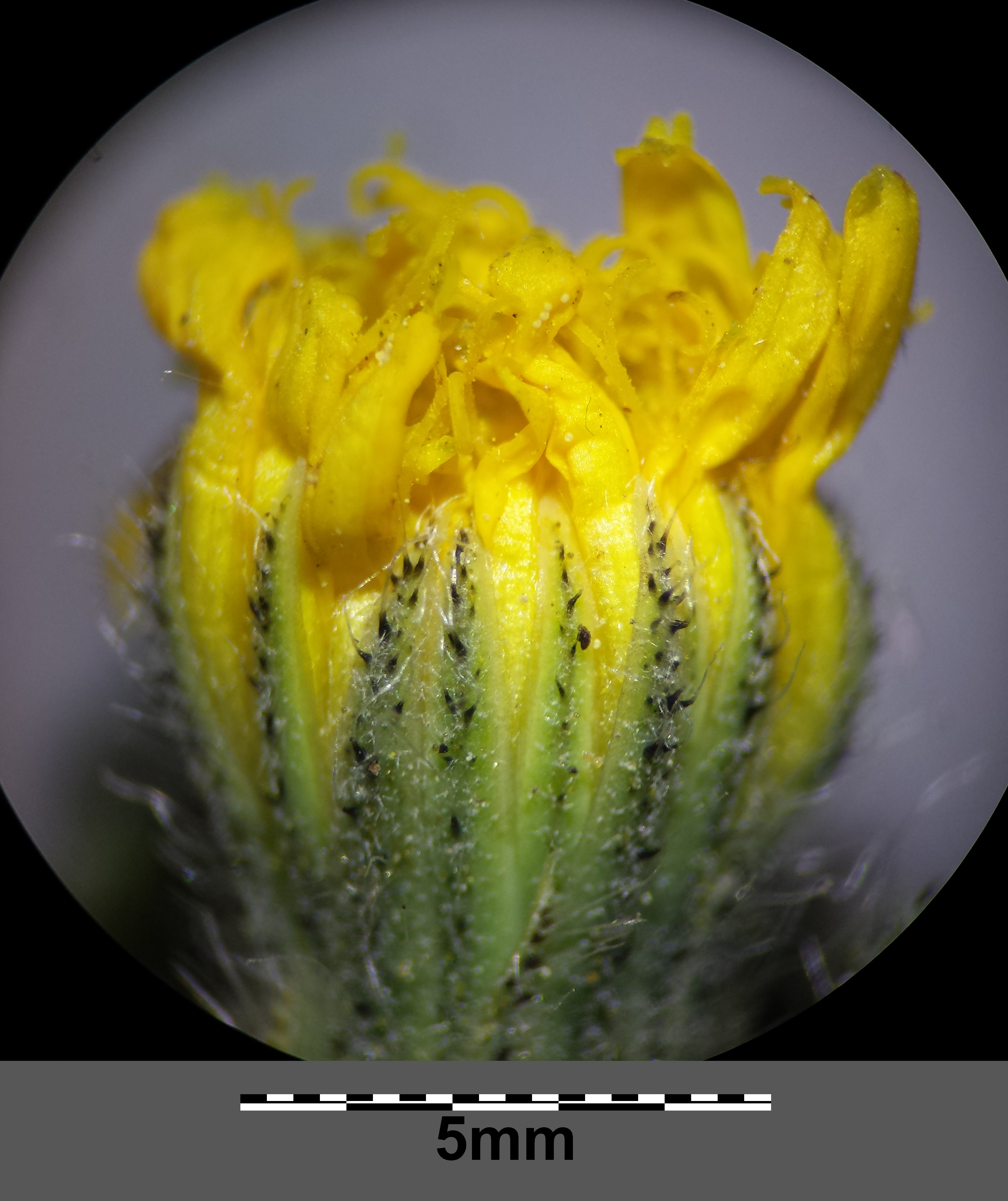